# Université de Macao
Pour les articles homonymes, voir UEA.
L'université de Macao, (UM/UMAC, 澳門大學), anciennement University of East Asia (UEA), a été créée en mars 1981, et est la première et la plus ancienne université de Macao.
Toutefois, elle n'est pas le plus ancien établissement universitaire établi dans le territoire, puisque le Collège Saint-Paul de Macao, fondé par les Jésuites au XVIe siècle dont il ne reste plus aujourd'hui, que la façade de l'église, symbole de Macao, a été la première université d'enseignement occidental établie en Asie. Toutefois, cette école, à l'époque connue sous le nom de « Université de Macao », fut fermée (1762) lorsque les jésuites furent expulsés du Portugal et de ses colonies par le marquis de Pombal.
L'université possède ses campus sur l'île de Taipa. Le gouvernement en a fait en 1991, une université publique. Le campus de l'île de Taipa s'est considérablement développé ces dernières années parallèlement au développement économique local. En 2021, l'Université de Macao a célébré son quarantième anniversaire. Elle est actuellement la plus grande université de la ville.
Limitée dans son expansion géographique, il est prévu l'ouverture d'un nouveau campus sur l'île chinoise de Hengqin en 2013. Le campus, bien que sur le territoire chinois, serait relié à la zone de Cotai à Macao par un tunnel piétonnier permettant aux étudiants macanais de s'y rendre sans franchir la frontière.

## Facultés
L'Université de Macao (UM) accorde une grande attention à l'éducation de ses étudiants, mais n'arrive toujours pas à couvrir toutes les branches principales de la connaissance : des domaines comme la médecine, l'architecture, la philosophie, la science politique, parmi beaucoup d'autres, ne possèdent pas de facultés propres. Actuellement, il existe les facultés suivantes :
- Faculté des lettres
- Faculté de gestion des affaires
- Faculté des sciences de l'éducation
- Faculté des sciences de la santé
- Faculté de droit
- Faculté des sciences et de la technologie
- Faculté des sciences sociales
- Collège d'honneur
- Institut des hautes études en sciences humaines et sociales
- Institut de physique appliquée et de génie des matériaux
- Institut des sciences médicales chinoises
- Institut d'innovation collaborative
- Institut de microélectronique
- Centre d'études de Macao
- Académie d'économie et de gestion pour l'Asie-Pacifique
- Laboratoire d'État de référence pour la recherche de qualité en médecine chinoise
- Laboratoire d'État de référence sur les circuits intégrés analogiques et mixtes à très grande échelle
- Laboratoire de référence sur l'état de l'Internet des objets pour la ville intelligente

Ce sont des domaines qui étaient considérés comme prioritaires pour le développement de Macao. L'université entend continuer à élargir progressivement les domaines des connaissances couvertes.

## Langues d'enseignement
Un facteur important à considérer est le fait que Macao, en raison de sa longue histoire et en particulier de la présence et de l'administration portugaise du XVIe siècle jusqu'à 1999, est un espace multiculturel. Cela ne pouvait que se refléter dans l'enseignement. Ainsi de nombreuses langues sont utilisées dans l'enseignement, comme le chinois, le portugais et l'anglais, mais certaines facultés ne les utilisent pas toutes.
Ainsi par exemple, la faculté de gestion d'entreprise fonctionne exclusivement en anglais. La faculté de droit, pour sa part, possède une histoire plus complexe, car son enseignement a commencé avec l'introduction de cours de licence en portugais, en 1988, puis ont débuté en 1996 des cours en chinois et des cours de maîtrise en anglais. Avec la création de cette faculté d'une grande importance, la formation juridique à Macao a été principalement assurée par cette université dans les diverses langues mentionnées ci-dessus, contribuant considérablement à la formation de professionnels dans le domaine du droit et donc à la « localisation » du système juridique de Macao.
Il convient de noter que, selon les facultés et les cours, la langue chinoise utilisée oralement est parfois le cantonais et d'autres fois le mandarin (la langue officielle de la République populaire de Chine). Le portugais utilisé est celui du Portugal et non celui du Brésil.

## Législation en vigueur
L'Université de Macao est régie par la loi n° 1/2006 du 13 mars 2006, par l'ordre exécutif n° 14/2006 du 24 avril 2006, et la législation complémentaire.